# Hilaroptila
Hilaroptila là một chi bướm đêm thuộc phân họ Olethreutinae, họ Tortricidae Tortricidae.

## Các loài
- Hilaroptila mimetica Diakonoff, 1970